# Fissidens hollianus
Fissidens hollianus är en bladmossart som beskrevs av Frans François Dozy och Molkenboer 1855. Fissidens hollianus ingår i släktet fickmossor, och familjen Fissidentaceae. Inga underarter finns listade i Catalogue of Life.